# K'akhaber Jinch'aradze
K'akhaber Jinch'aradze (in georgiano ქახაბერ ჯინჭარაძე?; Poti, 16 luglio 1993) è un cestista georgiano.

## Carriera
Con la Georgia ha disputato i Campionati europei del 2022 e i Campionati mondiali del 2023.